# Expedição 58
Expedição 58 foi a 58ª expedição à Estação Espacial Internacional realizada entre 20 de dezembro de 2018 e 15 março de 2019, num total de 85 dias. Uma expedição atípica, ela foi composta de apenas três astronautas, ao invés da usual tripulação de seis, um russo, um canadense e uma norte-americana.  Isso se deveu ao fato de que o lançamento da nave Soyuz MS-11 trazendo esta tripulação, teve que ser antecipada devido ao acidente durante o lançamento da missão anterior, Soyuz MS-10, que deixou um espaço na escala de tripulação da ISS, causando a antecipação de mais de duas semanas no lançamento da Soyuz MS-11. Por causa disto, os três integrantes da Expedição 58 também participaram da Expedição 57 e da seguinte, Expedição 59, acumulando três expedições seguidas. Iniciada com a desacoplagem da Soyuz MS-09, ela não terminou com a desacoplagem da missão seguinte, a MS-10, que não existiu, como é o padrão nas expedições à ISS, mas com a acoplagem da Soyuz MS-12, quando todos foram transferidos para a expedição seguinte.

## Tripulação
| Posição             | Tripulante          |                     |
| ------------------- | ------------------- | ------------------- |
| Comandante          | Oleg Kononenko      | Oleg Kononenko      |
| Engenheira de voo 1 | Anne McClain        | Anne McClain        |
| Engenheiro de voo 2 | David Saint-Jacques | David Saint-Jacques |

## Insígnia
O emblema da expedição é um tributo às milhares de pessoas sempre prontas todos os dias para o compromisso de apoiar esta missão. No centro dele está a Rosa dos Ventos – um símbolo da exploração no passado, no presente e no futuro. Na ilustração, a passagem da ISS, acima à direita, da escuridão para a luz, sugere que estamos apenas chegando ao horizonte, ansiosos para avançar na compreensão do nosso lugar no universo. Os tripulantes da Expedição 58 são exploradores afortunados, nunca sozinhos em sua jornada. Entre as luzes noturnas na Terra, estão reflexos de brilho, que representam  a equipe global e as grandes instalações de controle que mantêm a estação espacial em órbita e seus habitantes no caminho certo. E como os exploradores de séculos passados usaram estrelas para guiar seu caminho, o mesmo acontece com esta tripulação da Expedição 58. As estrelas na escuridão do espaço são suas famílias, uma para cada tripulante. Eles brilham como um farol de força e uma luz guia. Na borda exterior vermelha da insígnia, estão os nomes dos tripulantes nos seus alfabetos nacionais.

## Missão
Após a abortagem do lançamento da Soyuz MS-10 em 3 de outubro de 2018, o Administrador da NASA, Jim Bridenstine, anunciou que os voos da Soyuz à ISS recomeçariam em dezembro daquele ano. Inicialmente, a Expedição 58 iria consistir de três membros, os três tripulantes da MS-11, que depois seriam completados pela tripulação da Soyuz MS-12, elevando o número para seis, número e procedimento padrão das tripulações em missões de longa duração na ISS. Entretanto, após o lançamento da Soyuz MS-11, a NASA anunciou que a tripulação da Soyuz MS-12 seria parte da tripulação apenas das Expedições 59 e 60, transformando a Expedição 58 numa equipe com apenas três integrantes.
Entre as dezenas de experiências científicas feitas durante a expedição, os pesquisadores testaram as transferências de combustível criogênico, estudaram como os géis misturados formam e liberam drogas na microgravidade, analisaram formações de cristais de proteína para fornecer informações sobre a Doença de Parkinson e realizaram outras experiências que foram do campo da física à biologia.
Esta expedição não teve nenhuma caminhada espacial, mas recebeu o primeiro protótipo de nave espacial comercial tripulada da história, o  SpaceX Demo-1, trazendo a Dragon 2, uma nova classe de espaçonave reutilizável da SpaceX, sucessora da Dragon cargueira, e que deverá transportar humanos no futuro. A nave fez o teste de acoplagem bem sucedida com a ISS mas ainda sem transportar tripulantes ou passageiros.

## Galeria
- Cerimônia de troca de comando entre a Expedição 57 e 58. (Video HD)

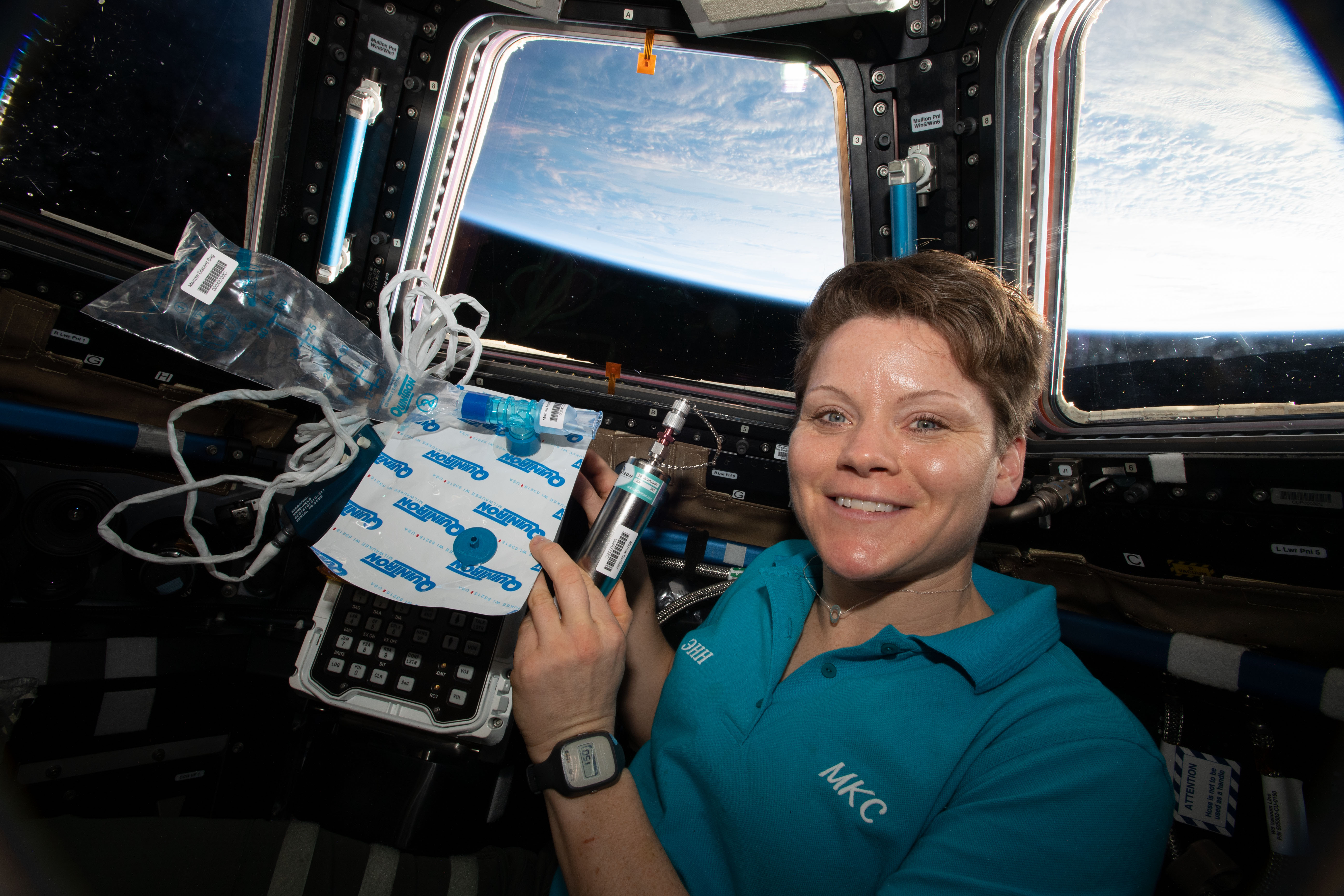
Astronauta faz experiências biomédicas na Cúpula.
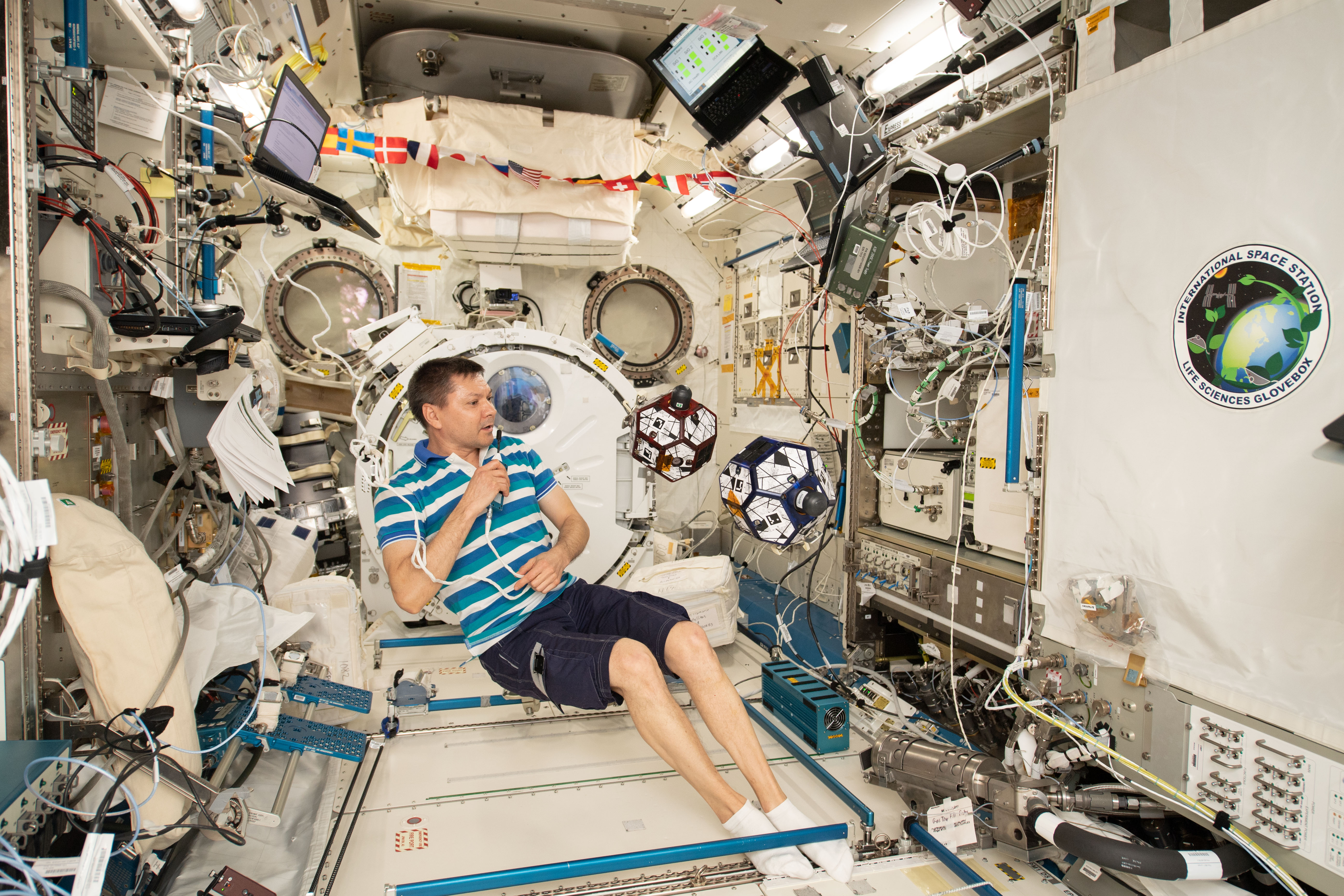
Cosmonauta trabalha no módulo Kibo.
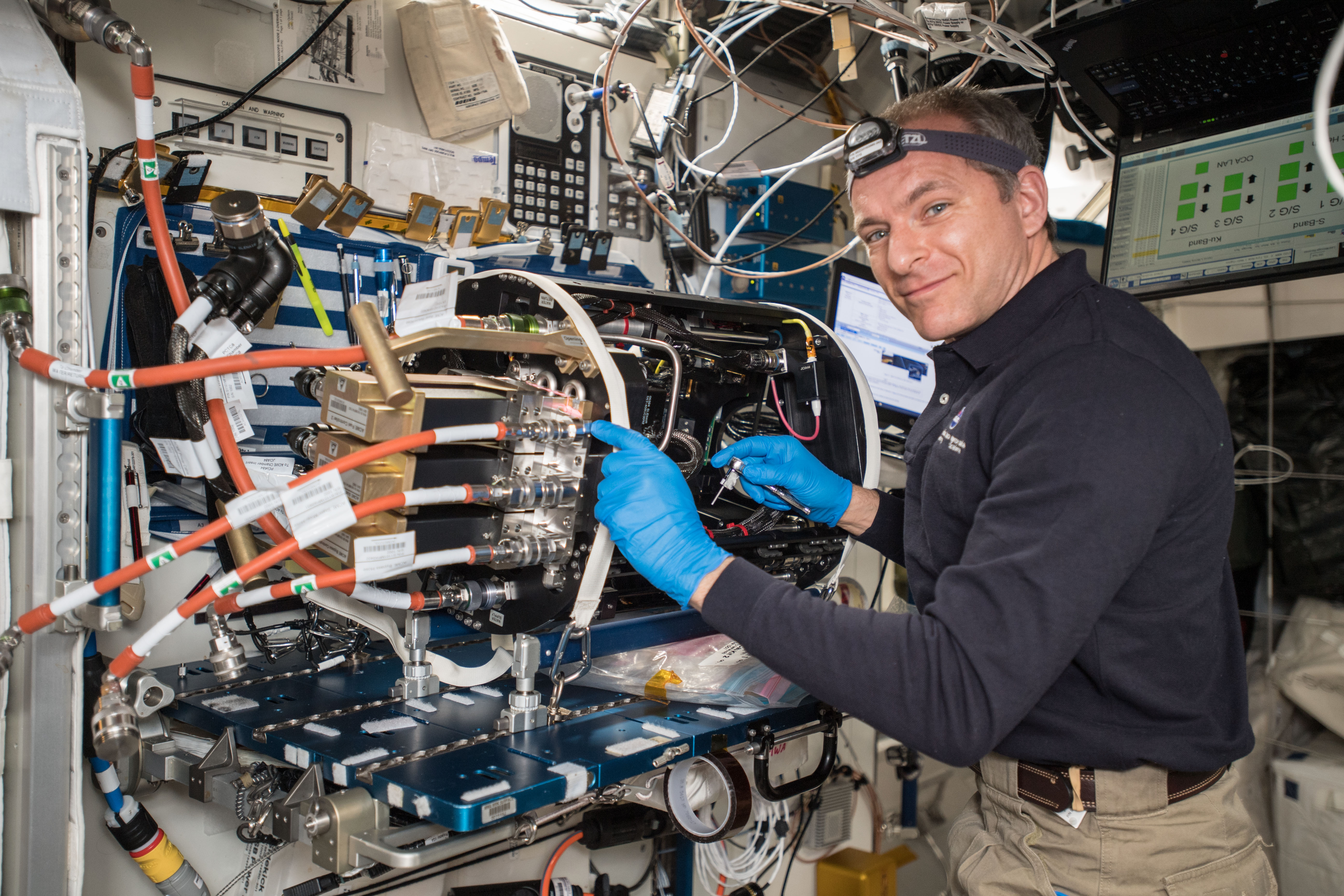
Saint-Jacques repara um radiômetro no módulo Harmony.
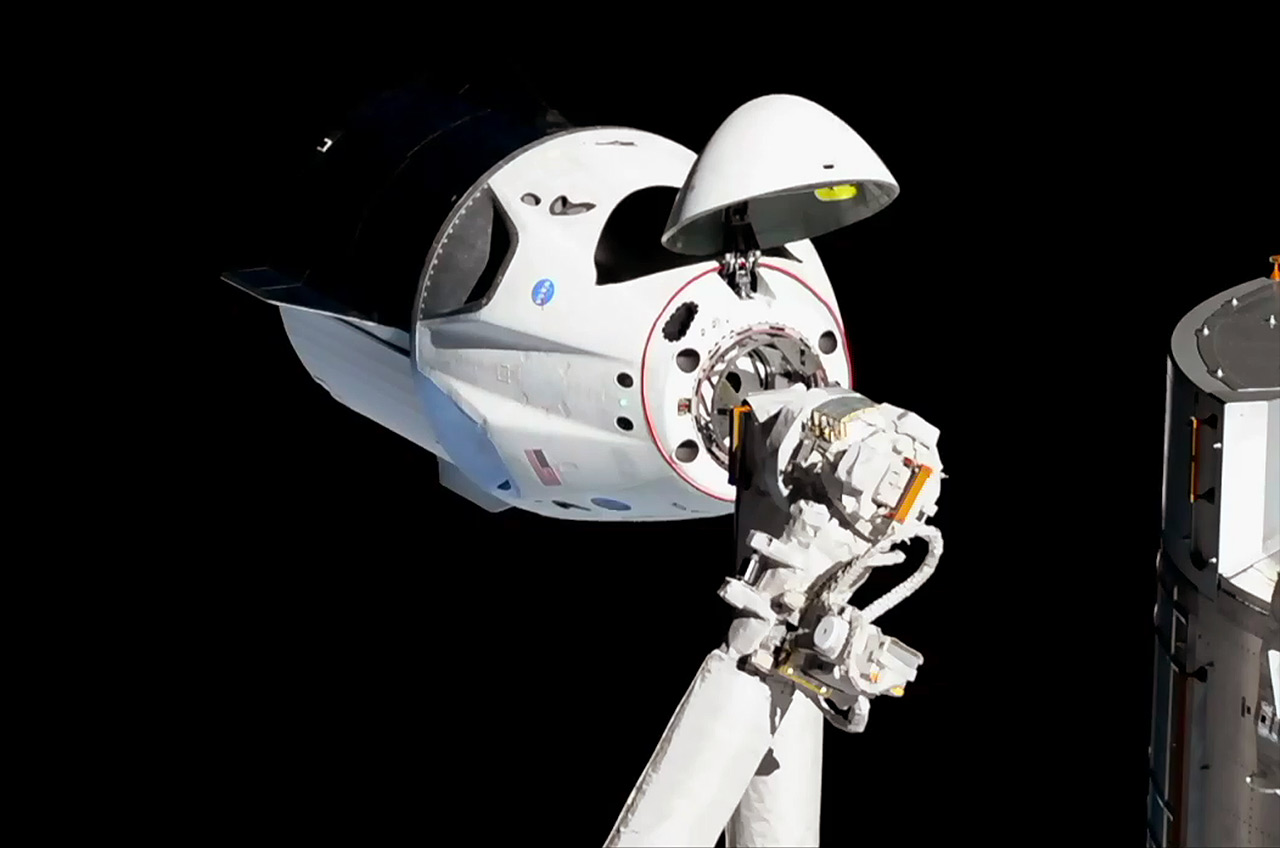
SpaceX Demo-1 acopla com a ISS.
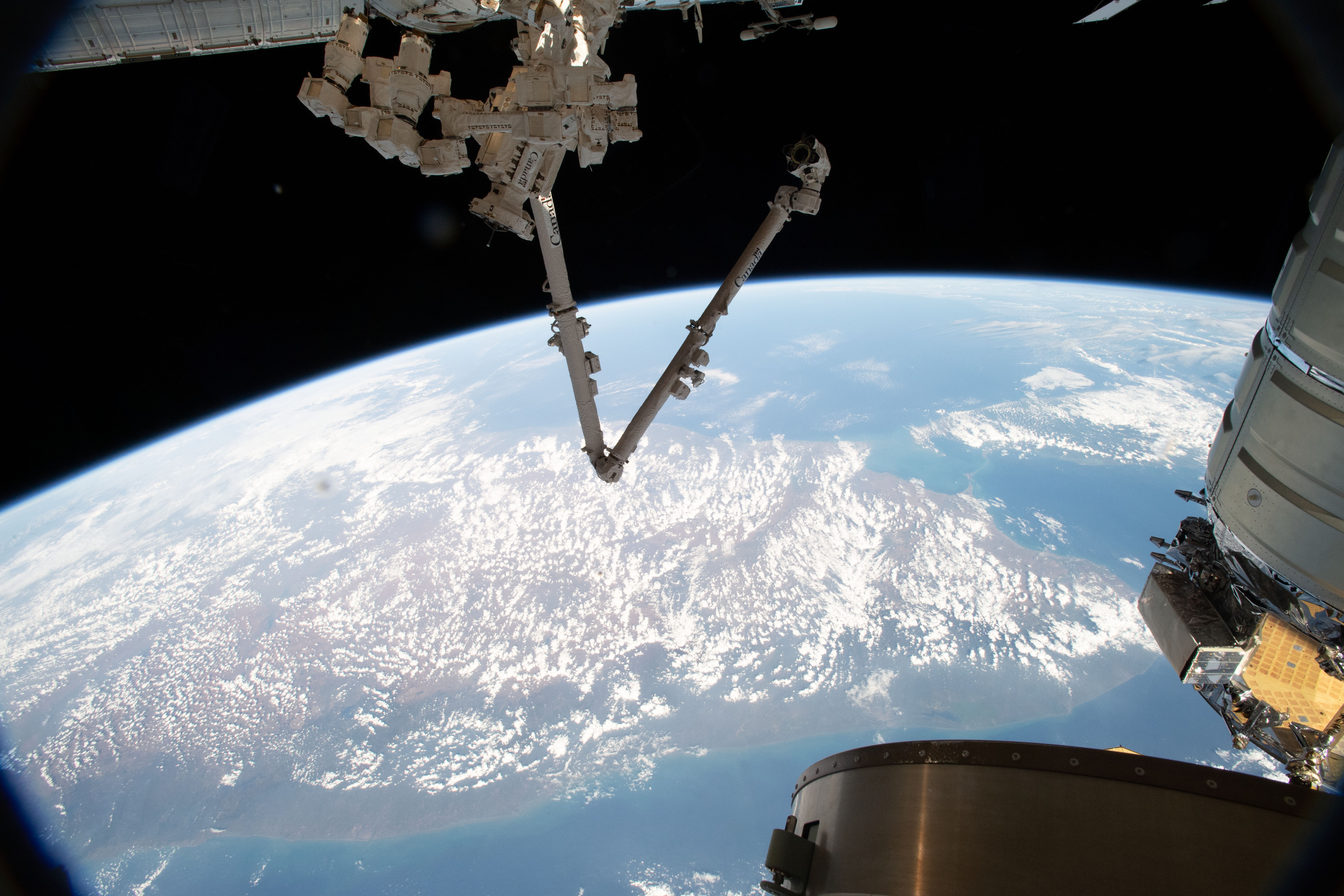
A expedição sobrevoa o Mar da Arábia e a costa da Índia .